# 硬叶蓝刺头
硬叶蓝刺头（学名：Echinops ritro）是菊科蓝刺头属的植物。分布在俄罗斯以及中国大陆的新疆等地，生长于海拔1,200米至2,400米的地区，常生于山坡砾石地，目前尚未由人工引种栽培。